# Jakiv (Makarčuk)
Jakiv (světským jménem: Jaroslav Ivanovyč Makarčuk; * 20. června 1952, Berezivka) je ukrajinský duchovní Pravoslavné církve Ukrajiny a arcibiskup drohobyčský a sambirský.

## Život
Narodil se 20. června 1952 ve vesnici Berezivka.
Studoval na technické škole ve městě Dobrotvir a následně v Zelenodolsku. Roku 1970 dokončil studium a byl povolán do povinné vojenské služby. Po demobilizaci pracoval na výrobě tanků. Od roku 1974 absolvoval studium námořní školy v Tallinnu. Roku 1979 se stal vedoucím průmyslového závodu v Kyjevě.
V 80. letech nastoupil na Leningradský duchovní seminář. Roku 1989 byl biskupem tichvinským Proklem (Chazovem) rukopoložen na diákona a 27. května 1990 na jereje. Po vysvěcení pokračoval v dálkovém studiu na Leningradské duchovní akademii. Byl inkardinován do kléru lvovské eparchie a začal sloužit v chrámu Proměnění Páně ve Lvově. Stejného roku přešel do jurisdikce Ukrajinské autokefální pravoslavné církve, kde byl jmenován představeným chrámu Proměnění Páně ve Lvově.
Dne 8. listopadu 1998 přijal biskupskou chirotonii na biskupa čerkaského a kirovohradského. Hlavním světitelem byl patriarcha kyjevský a celé Ukrajiny Dymytrij. Dne 31. března 2004 požádal o přestup do jurisdikce Ukrajinské pravoslavné církve Kyjevského patriarchátu. Dne 16. července byla žádost přijata a současně byl jmenován biskupem oděským a baltským.
Dne 23. ledna 2012 byl povýšen na arcibiskupa a 8. března 2013 jmenován arcibiskupem drohobyčským a sambirským.
Dne 15. prosince 2018 přešel na Sjednocujícím sněmu ukrajinských pravoslavných církví do jurisdikce Pravoslavné církve Ukrajiny.